# Bouquet-Quadrille
Die  Bouquet-Quadrille ist eine Quadrille von Johann Strauss (Sohn) (op. 135). Sie  wurde am 23. Mai 1853 (möglicherweise etwas früher) im Wiener Volksgarten erstmals aufgeführt.

## Einzelnachweis
1. ↑  Quelle: Englische Version des Booklets (Seite 89) in der 52 CDs umfassenden Gesamtausgabe der Orchesterwerke von Johann Strauß (Sohn), Hrsg. Naxos (Label). Das Werk ist als fünfter Titel auf der 33. CD zu hören.